# Komsomolski (Novoberezanski)
Komsomolski —Комсомольский (rus)— és un possiólok que pertany al possiólok de Novoberezanski (krai de Krasnodar, Rússia). Es troba a les terres baixes de Kuban-Azov, al sud del riu Beissug. És a 18 km al nord de Korenovsk i a 76 km al nord-est de Krasnodar.